# Aron Skrobek
Aron Skrobek, dit David Kutner, né le 14 janvier 1899 à Żychlin (Pologne) et mort assassiné au camp de concentration de Natzweiler-Struthof le 21 juillet 1943, est un militant syndicaliste polonais et membre dirigeant de la Main-d'œuvre immigrée (MOI) sous l'Occupation en France.

## Biographie
Né dans une famille juive nombreuse et pauvre, Aron Skrobek commence à travailler à l’âge de douze ans dans un atelier de cartonnage de Varsovie. Il rejoint le syndicat clandestin des ouvriers du Papier dès l’âge de quatorze ans, puis devient en 1919 délégué des ouvriers du Papier au conseil des ouvriers et soldats de Varsovie. Trois ans plus tard, il est secrétaire du syndicat du Textile de Varsovie. Il adhère par ailleurs à l'Union générale des travailleurs juifs, qu’il quitte ensuite pour rejoindre le Parti communiste de Pologne, alors clandestin. Il y devient l’un des membres du bureau juif attaché au comité central et adhère également à sa section syndicale.

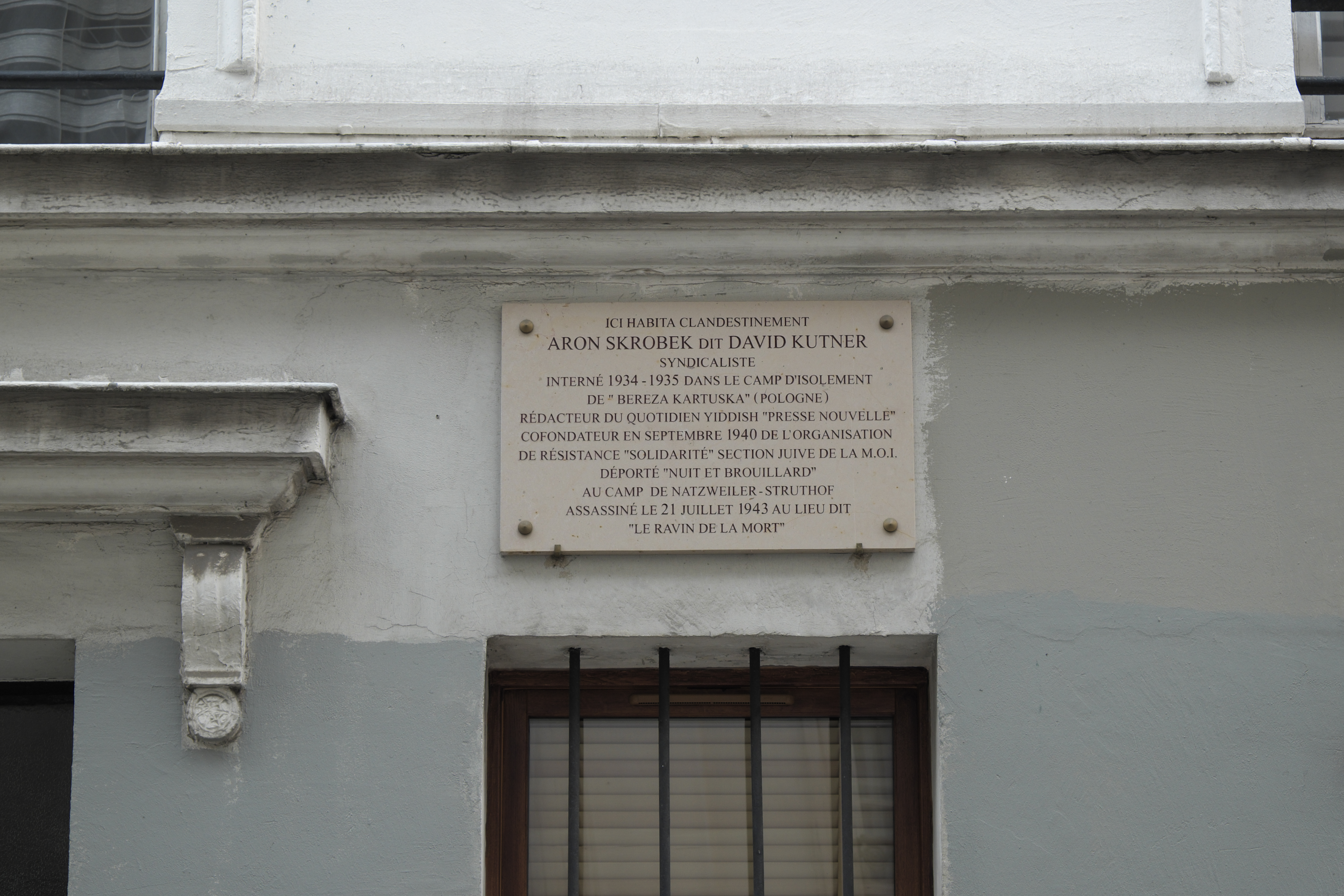
Plaque commémorative au 48, rue des Trois-Frères (18e arrondissement de Paris).

Arrêté en juin 1934, Aron Skrobek est interné à la prison de Bereza Kartuska durant 17 mois . Il en est libéré sous caution grâce à une collecte syndicale, mais doit se cacher pour échapper à une nouvelle arrestation. Au bout de six mois, il émigre en France avec son épouse Sarah Elgarten et leur fils Naftali Skrobek. La famille s'installe à Paris et Aron Skrobek rejoint le mouvement progressiste juif. Il devient également journaliste au quotidien Naïe Presse, journal progressiste en langue yiddish créé en 1934.
En 1939, Aron Skrobek s’engage dans l’armée française. En septembre 1940, Louis Grojnowski, dirigeant national de la Main-d'œuvre immigrée (MOI) depuis 1938, nomme Aron Skrobek responsable des groupes juifs dans la France occupée avec Alfred Grant, Jacques Ravine et Idel Kormann. Deux mois plus tard, Aron Skrobek participe à la fondation au sein de la MOI d'une organisation clandestine nommée « Solidarité ». L'action de cette structure, destinée à l’origine à aider les familles des prisonniers de guerre israélites, s’étend bientôt à l’ensemble de la population juive. 
Aron Skrobek continue également de s'investir et d'écrire dans les colonnes du journal Naïe Presse, diffusé désormais clandestinement sous le nom de Notre parole. Il organise en 1941 des manifestations devant le camp de Beaune-la-Rolande (Loiret), devant le siège de la Croix-Rouge et dans plusieurs arrondissements de Paris. En 1942 est également organisée une manifestation contre le port de l’étoile jaune, une manifestation de femmes à Drancy (Seine), et une autre au siège de l’Union générale des israélites de France. Ces actions aboutissent à l’autorisation d’envoyer des colis aux enfants de ce camp. 
Arrêté sur dénonciation le 16 décembre 1942, Aron Skrobek est emprisonné à la prison du Cherche-Midi où il subit des interrogatoires très durs. Le 16 mars 1943, il est transféré au fort de Romainville, puis déporté en tant que « Nuit et brouillard » au camp de concentration de Natzweiler-Struthof où, dès son arrivée, le 21 juillet 1943, il est torturé puis assassiné par les SS.

## Publication
- Kartus-Bereza, Le camp de concentration polonais, Paris, 1936 (ouvrage initialement publié en langue yiddish ; traduction en français par N. Skrobek en 1990) (BNF 35379784)